# Team America: La policia del món
Team America: La policia del món (títol original: Team America: World Police), és una pel·lícula estatunidenca estrenada l'any 2004, dirigida amb titelles (per la tècnica anomenada supermarionation), i escrita per Trey Parker, Matt Stone i Pam Brady. Aquests últims són coneguts per ser els creadors i guionistes de South Park, dibuixos animats dirigits per Parker. Ha estat doblada al català.

## Argument
Team America, la policia del món és l'encarregada de mantenir l'ordre i l'estabilitat al món, i s'assabenta que un ambiciós dictador està repartint armes de destrucció massiva als terroristes.

## Repartiment
(Versió original)
La majoria de les veus dels personatges són de fet les de Trey Parker i Matt Stone, els creadors de la sèrie animada South Park (on fan igualment les veus de la majoria dels personatges), i que són aquí coguionistes i productors.
- Trey Parker: Gary Johnston, Joe, Kim Jong Ell, Hans Blix, Carson, l'alcohòlic del bar, Matt Damon, Tim Robbins, Sean Penn, Michael Moore, Helen Hunt, Susan Sarandon, Jenneane Garofalo, Presentador tele, alguns terroristes
- Matt Stone: Chris, George Clooney, Danny Glover, Ethan Hawke, alguns terroristes
- Kristen Miller: Lisa
- Masasa: Sarah
- Daran Norris: Spottswoode
- Phil Hendrie: I.N.T.E.L.L.I.G.E.N.C.E., terrorista txetxè
- Maurice Lamarche: Alec Baldwin
- Chelsea Marguerite: la mare francesa
- Jeremy Shada: Jean-François
- Fred Tatasciore: Samuel L. Jackson

## Rebuda
Team America: La policia del món va trobar una acollida globalment favorable de les crítiques professionals: un 77 % de les 193 crítiques recollidess pel lloc Rotten Tomatoes són positives, per a una mitjana de 6,9⁄10, mentre obté un resultat de 64⁄100 en el lloc Metacritic per a 38 crítiques recollides.
Team America: La policia del món informa 50.907.422 $ de recaptació mundial, dels quals 32.786.074 $ a territori americà.
Crítica
- "A qui li encantarà? A tot aquell que tingui sentit de l'humor: Team America: World Police és la pel·lícula més divertida de l'any."[6]
- "És per riure molt a estones, però la major part de les bromes són provocatives o escatològiques (...) sempre una aposta segura quan es tracta de marionetes"[7]
- "Com un adolescent gallet que s'ha pres un parell de copes abans de la festa, no tenen un pla definit per a aquells als quals volen ofendre, simplement la intenció de ser tan ofensius com puguin."[8]